# Талепоровский, Владимир Николаевич
Владимир Николаевич Талепоровский (1884—1958) — русский и советский художник, рисовальщик и акварелист, архитектор и историк архитектуры.

## Биография
Родился 8 (20) июля 1884 года.
Учился в духовной семинарии, затем в Императорской Академии художеств в Санкт-Петербурге: архитектуре у Л. Н. Бенуа, графике — у В. В. Матэ. Затем преподавал архитектурную перспективу и был членом Совета Центрального Училища технического рисования барона Штиглица.

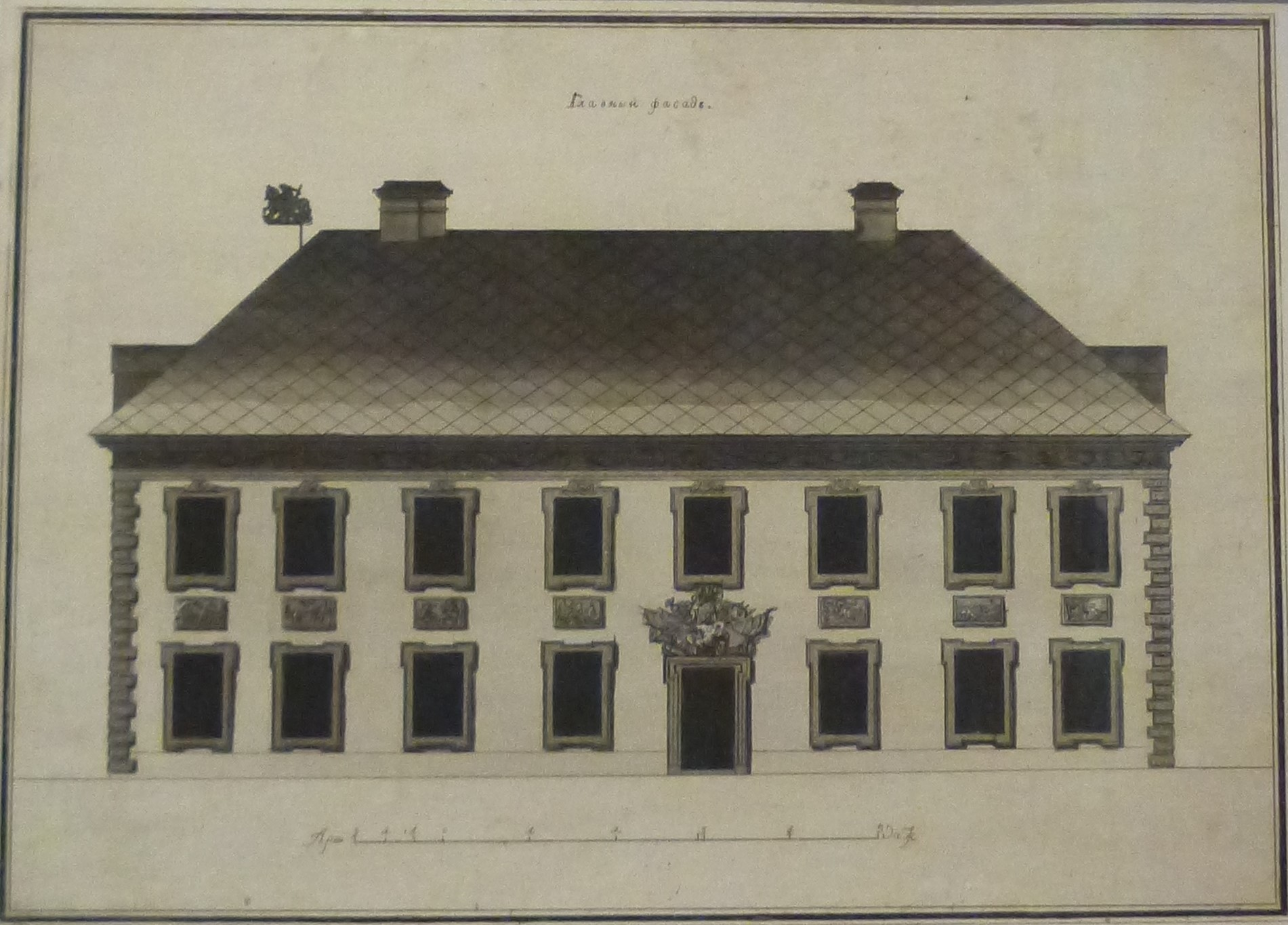
Рисунок Главного фасада Летнего дворца, выполненный Владимиром Талепоровским (1915 год)

В марте 1918 года Талепоровский был назначен А. В. Луначарским дворцовым архитектором города Павловска. После эмиграции А. А. Половцова, председателя Совета Училища и хранителя собрания Павловского дворца, в конце того же года Коллегия Наркомпроса назначила Талепоровского хранителем собрания Павловского дворца.
Вместе с группой единомышленников Талепоровский начал создавать музей, в котором все предметы дворцового убранства находятся на своих местах и где художественные коллекции воспринимаются в органичной взаимосвязи с архитектурой залов. Под руководством Талепоровского, опираясь на данные дворцового архива, сотрудники музея изучали сохранившиеся документы и описи конца XVIII и XIX веков. К январю 1921 года была восстановлена почти вся обстановка дворцовых залов, приведён в порядок запущенный парк и его сооружения. В том же году по инициативе Талепоровского был создан «Семинарий по изучению Павловска как художественно-исторического памятника», основной задачей которого была подготовка квалифицированных хранителей и экскурсоводов.
Однако в 1924 году Талепоровский был уволен. После Великой Отечественной войны В. Н. Талепоровский возглавлял Реставрационный совет по городу Павловску, материалы из его архива сыграли важную роль в восстановлении разрушенного дворца.
Талепоровский был выдающимся знатоком архитектуры русского классицизма. Он провёл большую натурную работу по съёмке и обмеру памятников. Автор первых монографий о творчестве Чарлза Камерона, Джакомо Кваренги.
Умер 8 февраля 1958 года; похоронен на Богословском кладбище (Кавголовская дорога, уч. 72); на могиле — гранитная стела.